# III Sides to Every Story
III Sides to Every Story (рус. Три стороны каждой истории) — третий студийный альбом американской рок-группы Extreme, вышедший в 1992 году.

## Об альбоме
Это концептуальный альбом с условным разделением на три секции или «стороны» (проводится параллель со сторонами LP или кассет), названными «Yours», «Mine» и «The Truth», каждая из которых имеет своё звучание и лирические образы. В «Yours» центральное место занимает гитара; преобладают хард-рок и фанк-метал, который группа играла на предыдущих альбомах. В целом сторона насыщена политическими темами: война («Warheads»), мир («Rest In Peace»), расизм («Color Me Blind»), правительство («Politicalamity»), СМИ («Cupid’s Dead»). Сторона завершается «Peacemaker Die», посвящённой Мартину Лютеру Кингу; в ней присутствуют фрагменты из его знаменитой речи «I Have a Dream».
«Mine» построен на самоанализе. На этой стороне Extreme отходят от гитарного звучания и экспериментируют с различными аранжировками. Например, Нуно Беттанкур играет на клавишных в дополнение (а иногда — и вместо) гитары. Сторона начинается с «Seven Sundays», медленного вальса с доминирующими клавишными и отсутствием гитар. Акустический «Tragic Comic» описывает лёгкую любовную историю. В «Our Father» поётся от лица ребёнка об отсутствующем отце (многие ассоциируют лирического «отца» с Богом). Начиная со «Stop the World», альбом подходит к более философским вопросам, выражая экзистенциальные сомнения, приводящие к теме религии в «God Isn’t Dead?» (глагол используется в форме подтверждения, но с вопросительным знаком: «Please tell me God isn’t dead… I want to know» («Пожалуйста, скажите мне, что Бог не мёртв… Я хочу знать»)) и драматической просьбе «Don’t Leave Me Alone». CD-версия альбома не содержит «Don’t Leave Me Alone» из-за недостатка места; Беттанкур сравнил это с потерей собственной руки. Несмотря на ограничения формата, версия альбома на iTunes также не содержит «Don’t Leave Me Alone».
«The Truth» состоит из трёхчастного произведения «Everything Under the Sun». Эта сторона склоняется к прогрессивному року — не только в плане формата, но и стилистически, с изменениями музыкальной структуры и сложными аранжировками с привлечением оркестра. В «The Truth» развита духовная тема, обозначенная в конце «Mine». Однако в финале слушателю не даётся никакой «истины»; его оставляют с вопросом «Who Cares?».
Несмотря на то, что альбом признан группой, большинством критиков и фанатов наиболее яркой работой Extreme, в коммерческом плане альбом потерпел неудачу (700,000 проданных копий против дважды платинового Pornograffitti). Также следует учесть, что стиль, в котором играли Extreme, был сильно потеснён в то время набравшим популярность гранжем. Однако сингл «Rest in Peace» достиг первой строчки в чарте Mainstream Rock — позиция, которой не достигла «More Than Words» с предыдущего альбома.

## Запись
Успех сингла «More Than Words» с предыдущего альбома и выступление группы на концерте памяти Фредди Меркьюри вывели группу на мировую сцену и дали свободу в творческом плане, которой они воспользовались с максимально возможным размахом. Большая часть III Sides to Every Story была записана в Форт-Лодердейл, Флорида; оркестровые аранжировки записаны на Эбби Роуд, Англия. «Everything Under the Sun» записана при поддержке Майка Морана, занимавшегося аранжировками; оркестровка написана Беттанкуром, записана Стивеном Сигурдсоном и Джереми Миллером. Использование Эбби Роуд может считаться ещё одним намёком на The Beatles, помимо различных лирических ссылок, разбросанных по всему альбому: «Cupid’s Dead» пересекается с «A Day in the Life»; «Color Me Blind» — с «Because» и «The End», «God Isn’t Dead?» — с «Eleanor Rigby»; «Rest in Peace» — с «Give Peace a Chance» Джона Леннона. Помимо этого, в видеоклипе «Tragic Comic» Пэт Бэджер играет на бас-гитаре фирмы Karl Höfner (на которой играл Пол Маккартни).
Также это последний альбом Extreme в оригинальном составе «Чероне — Беттанкур — Бэджер — Гиэри». В 1994 году Пол Гиэри займётся менеджментом групп, а на его место придёт Майк Манджини.
Композиции «Warheads», «Our Father» исполнялись группой с 1987 года.

## Отзывы и уровень продаж
Альбом был хорошо встречен критиками, но продавался хуже Pornograffitti.

«На личном уровне это уязвило нас, потому что мы считали диск своей лучшей записью. Но с возрастом понимаешь, что жизнь несправедлива. Там могли быть лучше песни, лучше продакшн, пение и исполнение, но отклик в своё время получил именно Pornograffitti.»— Гэри Чероне

## Список композиций
| №  | Название         | Длительность |
| -- | ---------------- | ------------ |
| 1. | «Warheads»       | 5:18         |
| 2. | «Rest in Peace»  | 6:02         |
| 3. | «Politicalamity» | 5:04         |
| 4. | «Color Me Blind» | 5:01         |
| 5. | «Cupid's Dead»   | 5:56         |
| 6. | «Peacemaker Die» | 6:03         |

| №   | Название                   | Длительность |
| --- | -------------------------- | ------------ |
| 7.  | «Seven Sundays»            | 4:18         |
| 8.  | «Tragic Comic»             | 4:45         |
| 9.  | «Our Father»               | 4:02         |
| 10. | «Stop the World»           | 5:58         |
| 11. | «God Isn't Dead?»          | 2:02         |
| 12. | «Don't Leave Me Alone» (*) | 5:43         |

| №   | Название                                                                                              | Длительность         |
| --- | --- | -------------------- |
| 13. | «Everything Under the Sun» - «I - Rise 'N Shine» - «II - Am I Ever Gonna Change» - «III - Who Cares?» | 21:39 6:23 6:57 8:19 |

* — отсутствует в CD-версии.

## Участники записи
- Гэри Чероне — вокал; концепт и дизайн оформления
- Нуно Беттанкур — гитары, клавишные, орган Хаммонда (8), минимуг (9), партитура (13), перкуссия, бэк-вокал; продюсер, помощник звукоинженера
- Пэт Бэджер — бас-гитара, бэк-вокал
- Пол Гиэри — ударные, перкуссия, бэк-вокал

а также
- Стивен Сигурдсон — струнные (2, 13)
- Джереми Миллер — струнные (13)
- Филип Мейерс — сержант (1)
- Алекс Эндон — мальчик (1)
- Авери Эндон — мальчик (2)
- Йен О’Мэлли — газетчик (5)
- Джон Прециоза мл. — рэп (5)
- Др. Эдвард де Р. Кайя — священник (13)

тех. персонал
- Боб Сент-Джон — звукоинженер, сопродюсер;
- Джим Томас — помощник звукоинженера;
- Карл Наппа — помощник звукоинженера;
- Джон Карлендер — звукоинженер (оркестровые);
- Майк Моран — оркестровые аранжировки (13)
- Боб Людвиг — сведение
- Лиз Вэп — дизайн оформления;
- Иоаннис — оформление, каллиграфия;
- Пол Аресу — фото обложки;
- Майкл Лавин — внутренние фотографии;
- Эрма Эндон — менеджмент[1]

## Позиции в чартах
| Год  | Чарт          | Позиция |
| ---- | ------------- | ------- |
| 1992 | Billboard 200 | 10      |

| Год  | Сингл                    | Чарт              | Позиция |
| ---- | ------------------------ | ----------------- | ------- |
| 1992 | «Rest In Peace»          | Mainstream Rock   | 1       |
| 1992 | «Rest In Peace»          | Billboard Hot 100 | 96      |
| 1992 | «Stop the World»         | Mainstream Rock   | 9       |
| 1993 | «Stop the World»         | Billboard Hot 100 | 95      |
| 1993 | «Am I Ever Gonna Change» | Mainstream Rock   | 10      |